# Гёзюбююк, Сердар
Сердар Гёзюбююк (тур. и нидерл. Serdar Gözübüyük; род. 29 октября 1985, Харлем) — нидерландский футбольный судья турецкого происхождения.

## Биография
Родился в семье эмигрантов из Турции, провёл детство в харлемском гетто среди детей мигрантов из Марокко, Суринама, Турции и других стран. Играл за местный молодёжный футбольный клуб «Олимпия» на позиции вратаря, затем переквалифицировался в судью. Некоторое время работал в «Макдональдсе», где подвергался насмешкам со стороны руководства. В 20 лет Сердар получил лицензию резервного арбитра Первого дивизиона Нидерландов, при этом попав в список C нидерландских арбитров на футбольный сезон 2006/2007, в декабре 2007 года поступил на судейские курсы. 10 марта 2008 года провёл первый профессиональный матч в Первом дивизионе между клубами АГОВВ и «Дордрехт». После сезона 2008/2009 переведён в «младший судейский состав», получив право официально судить все игры Первого дивизиона и матчи Кубка Нидерландов.
2 мая 2010 года Гёзюбююк провёл первый матч на профессиональном уровне в Эредивизи между «Хераклесом» и «АДО Ден Хааг», став в возрасте 24 лет самым молодым арбитром в истории чемпионата Нидерландов и удалив в начале второго тайма игрока «Ден Хааг» Карима Солтани. В начале сезона 2011/2012 против Гёзюбююка начала расследование Королевская футбольная федерация Нидерландов на основании анонимных сообщений о том, что судья играл в покер с игроками Эредивизи, в ответ на что Гёзюбююк потребовал от директора федерации Берта ван Оствена провести независимое расследование.
В 2012 году Гёзюбююк стал самым молодым нидерландским арбитром ФИФА, проведя первый еврокубковый матч между клубами «Борац» (Баня-Лука) и «Челик» (Никшич) в Лиге Европы УЕФА в предварительном раунде. По итогам первого сезона в Эредивизи был назван лучшим судьёй чемпионата страны и в сентябре 2012 года получил приз лучшему арбитру «Золотая карточка» от Вима ван Ханегема, высоко оценивавшего работу Гёзюбююка, а также был признан лучшим арбитром по версии изданий Voetbal International и NUsport. В декабре того же года на матче «Гронинген» — «ВВВ-Венло» он пробежал 40 метров к тренеру клуба «Гронинген» Роберту Масканту, постоянно возмущавшемуся решениями Гёзюбююка, и вытащил нарукавную повязку с надписью «Respect». Поступок судьи связали с серией акций, прокатившихся по стране на матчах после убийства арбитра Ричарда Ньивенхёйзена игроками «Ньив Слотен» после матча юношеских команда в Алмере.
13 апреля 2015 года Гёзюбююк судил финал Юношеской лиги УЕФА в Ньоне между «Челси» и донецким «Шахтёром», завершившийся победой «Челси» 3:2. На матче ему помогали Хессел Стегстра и Марио Дикс, а сам арбитр показал две жёлтые карточки. 18 апреля издание de Volkskrant обвинило судью в организации договорных матчей, однако сам судья отверг все обвинения, заявив, что делает всё возможное, чтобы обеспечить максимально честную игру в каждом матче.
7 апреля 2019 года Гёзюбююк судил матч чемпионата Нидерландов между командами «Витесс» и ПСВ, завершившийся вничью 3:3. По ходу матча Гёзюбююк удалил игрока «Витесса» Майкла ван дер Беффа на 59-й минуте, а также дважды назначил пенальти (на 10-й и 90+1-й минутах) в ворота «Витесса», оба из которых были реализованы игроками ПСВ. После игры тренер «Витесса» Леонид Слуцкий крайне негативно высказался об арбитре, обвинив его в неэтичном поведении, серии ошибок и отказе разговаривать с тренерским штабом по поводу принятых решений, за что был дисквалифицирован на один матч. Сам Гёзюбююк был крайне удивлён обвинениями со стороны Слуцкого, сказав, что ничего из того, в чём его обвиняли, никогда не совершал; позже Слуцкий извинился за некорректные высказывания.
Женат, воспитывает сына. В настоящее время выступает мотивационным оратором, читая лекции в школах о необходимости учиться, искать работу и стажироваться, а также выступая против национальной дискриминации.

## Статистика

### Матчи сборных
По состоянию на 6 июня 2025 года
| Дата             | Место                  | Матч                  | Счёт  | Турнир                      | Жёлтые карточки | Вторые жёлтые карточки | Красные карточки |
| ---------------- | ---------------------- | --------------------- | ----- | --------------------------- | --------------- | ---------------------- | ---------------- |
| 26 марта 2013    | Аттард, Мальта         | Мальта — Италия       | 0 — 2 | ЧМ-2014 (квалификация УЕФА) | 1               | 0                      | 0                |
| 4 сентября 2016  | Астана, Казахстан      | Казахстан — Польша    | 2 — 2 | ЧМ-2018 (квалификация УЕФА) | 10              | 0                      | 0                |
| 3 сентября 2017  | Рига, Латвия           | Латвия — Швейцария    | 0 — 3 | ЧМ-2018 (квалификация УЕФА) | 5               | 0                      | 0                |
| 8 сентября 2018  | Таллин, Эстония        | Эстония — Греция      | 0 — 1 | Лига наций УЕФА 2018/2019   | 2               | 0                      | 0                |
| 15 ноября 2018   | Люксембург, Люксембург | Люксембург — Беларусь | 0 — 2 | Лига наций УЕФА 2018/2019   | 6               | 0                      | 0                |
| 26 марта 2019    | Дублин, Ирландия       | Ирландия — Грузия     | 1 — 0 | Евро 2020 (квалификация)    | 2               | 0                      | 0                |
| 14 ноября 2019   | Белград, Сербия        | Сербия — Люксембург   | 3 — 2 | Евро 2020 (квалификация)    | 2               | 0                      | 0                |
| 7 сентября 2020  | Оломоуц, Чехия         | Чехия — Шотландия     | 1 — 2 | Лига наций УЕФА 2020/2021   | 6               | 0                      | 0                |
| 2 сентября 2021  | Флоренция, Италия      | Италия — Болгария     | 1 — 1 | ЧМ-2022 (квалификация УЕФА) | 4               | 0                      | 0                |
| 11 ноября 2021   | Батуми, Грузия         | Грузия — Швеция       | 2 — 0 | ЧМ-2022 (квалификация УЕФА) | 4               | 0                      | 0                |
| 9 июня 2022      | Женева, Швейцария      | Швейцария — Испания   | 0 — 1 | Лига наций УЕФА 2022/2023   | 4               | 0                      | 0                |
| 26 марта 2023    | Лондон, Англия         | Англия — Украина      | 2 — 0 | Евро 2024 (квалификация)    | 1               | 0                      | 0                |
| 12 сентября 2023 | Сольна, Швеция         | Швеция — Австрия      | 1 — 3 | Евро 2024 (квалификация)    | 2               | 0                      | 0                |
| 12 октября 2023  | Севилья, Испания       | Испания — Шотландия   | 2 — 0 | Евро 2024 (квалификация)    | 7               | 0                      | 0                |
| 5 сентября 2024  | Белград, Сербия        | Сербия — Испания      | 0 — 0 | Лига наций УЕФА 2024/2025   | 8               | 0                      | 0                |
| 12 октября 2024  | Варшава, Польша        | Польша — Португалия   | 1 — 3 | Лига наций УЕФА 2024/2025   | 5               | 0                      | 0                |
| 20 марта 2025    | Приштина, Косово       | Косово — Исландия     | 2 — 1 | Лига наций УЕФА 2024/2025   | 4               | 0                      | 0                |
| 6 июня 2025      | Пльзень, Чехия         | Чехия — Черногория    | 2 — 0 | ЧМ-2026 (квалификация УЕФА) | 4               | 0                      | 0                |